# Blücher Metal
Blücher Metal A/S er en dansk producent af afløbssystemer til gulv og tag. Med hovedkvarter og produktion med 326 ansatte i Vildbjerg, fremstiller og sælger de afløbssystemer for årligt 524 mio. kr. (2024). Siden 2008 har de været en del af amerikanske Watts Water Technologies. Blücher Metal blev etableret i 1965, da blikkenslager Johannes Blücher Skibild påbegyndte en produktion af riste til gulvafløb i badeværelser. Deres produktsortiment består i dag af over 2.500 produkter.